# 特雷芒蒂讷
特雷芒蒂讷（法語：Trémentines，法語發音：[tʁemɑ̃tin] ⓘ）是法国曼恩-卢瓦尔省的一个市镇，属于绍莱区。

## 地理
特雷芒蒂讷（47°7'20"N, 0°47'11"W）面积34.06 平方千米，位于法国卢瓦尔河地区大区曼恩-卢瓦尔省，该省份为法国西部内陆省份，大致对应安茹地区，北起顺时针与马耶讷省、萨尔特省、安德尔-卢瓦尔省、维埃纳省、德塞夫勒省、旺代省、大西洋卢瓦尔省和伊勒-维莱讷省接壤。
与特雷芒蒂讷接壤的市镇（或旧市镇、城区）包括：紹萊、埃夫尔河畔勒迈、尼阿耶、沃赞、安茹地区舍米耶、莫日地区博普雷欧。

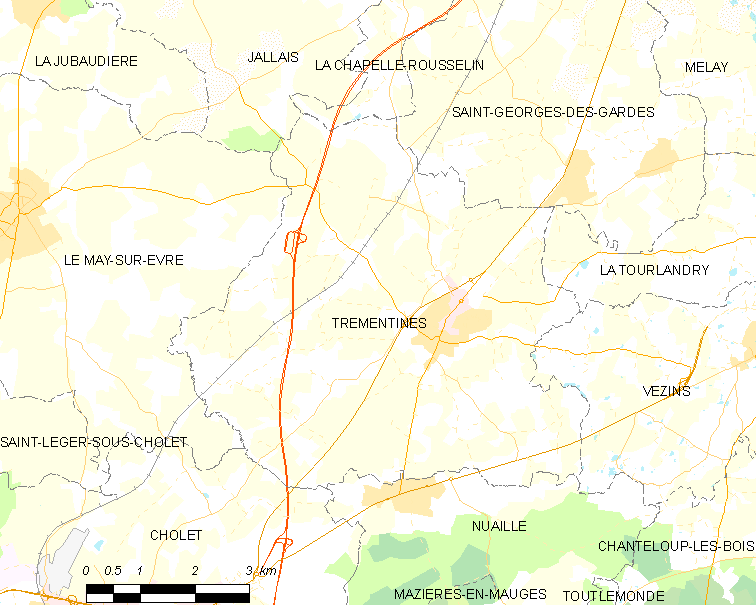
特雷芒蒂讷的OSM定位图

特雷芒蒂讷的时区为UTC+01:00、UTC+02:00（夏令时）。

## 行政
特雷芒蒂讷的邮政编码为49340，INSEE市镇编码为49355。

## 政治
特雷芒蒂讷所属的省级选区为绍莱第二县。

## 人口

1962-2008年间特雷芒蒂讷人口变化图示

特雷芒蒂讷于2022年1月1日时的人口数量为3078人。